# Chionopsyche grisea
Chionopsyche grisea is een vlinder uit de familie van de spinners (Lasiocampidae). De wetenschappelijke naam  is gepubliceerd in 1915 door Aurivillius.
De soort komt voor in tropisch Afrika.